# 努比亚遗址
努比亚遗址是古埃及典型的宗教建筑，位于埃及东南部尼罗河上游的阿布辛拜勒至菲莱地区，1979年列入联合国教科文组织世界遗产名录，面积374公頃，登录名称为阿布辛拜勒至菲莱的努比亚遗址。

## 保护
1910年，埃及阿斯旺大坝的修建使努比亚遗址一度被大水所淹没。20世纪中期，埃及政府决定重建阿斯旺大坝，大坝建成后，努比亚遗址将完全被大水淹没。联合国教科文组织发起拯救行动，对遗址进行割拆卸重新装配等工作，1960至1980年间的行动让努比亚遗址得到较好的保留。1972年11月16日，第17届世界遗产大会在巴黎召开，努比亚遗址至此被确立为世界遗产。为了纪念保护工作，1980年建立努比亚博物馆。

## 登录地点

### 阿布辛拜勒神庙
包括依崖凿建的牌楼门、巨型拉美西斯二世摩崖雕像、前后柱厅及神堂等组成。

### 菲莱神庙
包括伊希斯女神圣殿，后按照原样重建。

## 登录基准
该世界遗产被认为满足世界遺產登錄基準中的以下基準而予以登錄：
- （i）表现人类创造力的经典之作。
- （iii）呈现有关现存或者已经消失的文化传统、文明的独特或稀有之证据。
- （vi）具有显著普遍价值的事件、活的传统、理念、信仰、艺术及文学作品，有直接或实质的连结（世界遗产委员会认为该基准应最好与其他基准共同使用）。